# 2-环己氨基乙磺酸
2-环己氨基乙磺酸（也称为N-环己基-2-氨基乙磺酸，缩写CHES）是一种有机硫化合物，常用作缓冲溶液，pH通常为8.6–10。